# A Ressha de Ikō MD
A Ressha de Ikō MD (Take the "A" Train) est un jeu vidéo de gestion de compagnie ferroviaire sorti en 1992 sur Mega Drive. Le jeu a été développé par Artdink et édité par Sega.
Le jeu fait partie de la série A-Train.